# Тогузак (Карабалыкский район)
Тогузак (каз. Тоғызақ) — село в Карабалыкском районе Костанайской области Казахстана. Административный центр и единственный населённый пункт Тогузакского сельского округа. Находится примерно в 9 км к северо-востоку от районного центра, посёлка Карабалык. Код КАТО — 395065100.

## Население
В 1999 году население села составляло 1120 человек (532 мужчины и 588 женщин). По данным переписи 2009 года, в селе проживали 944 человека (454 мужчины и 490 женщин).